# Kisigmándi szélerőmű

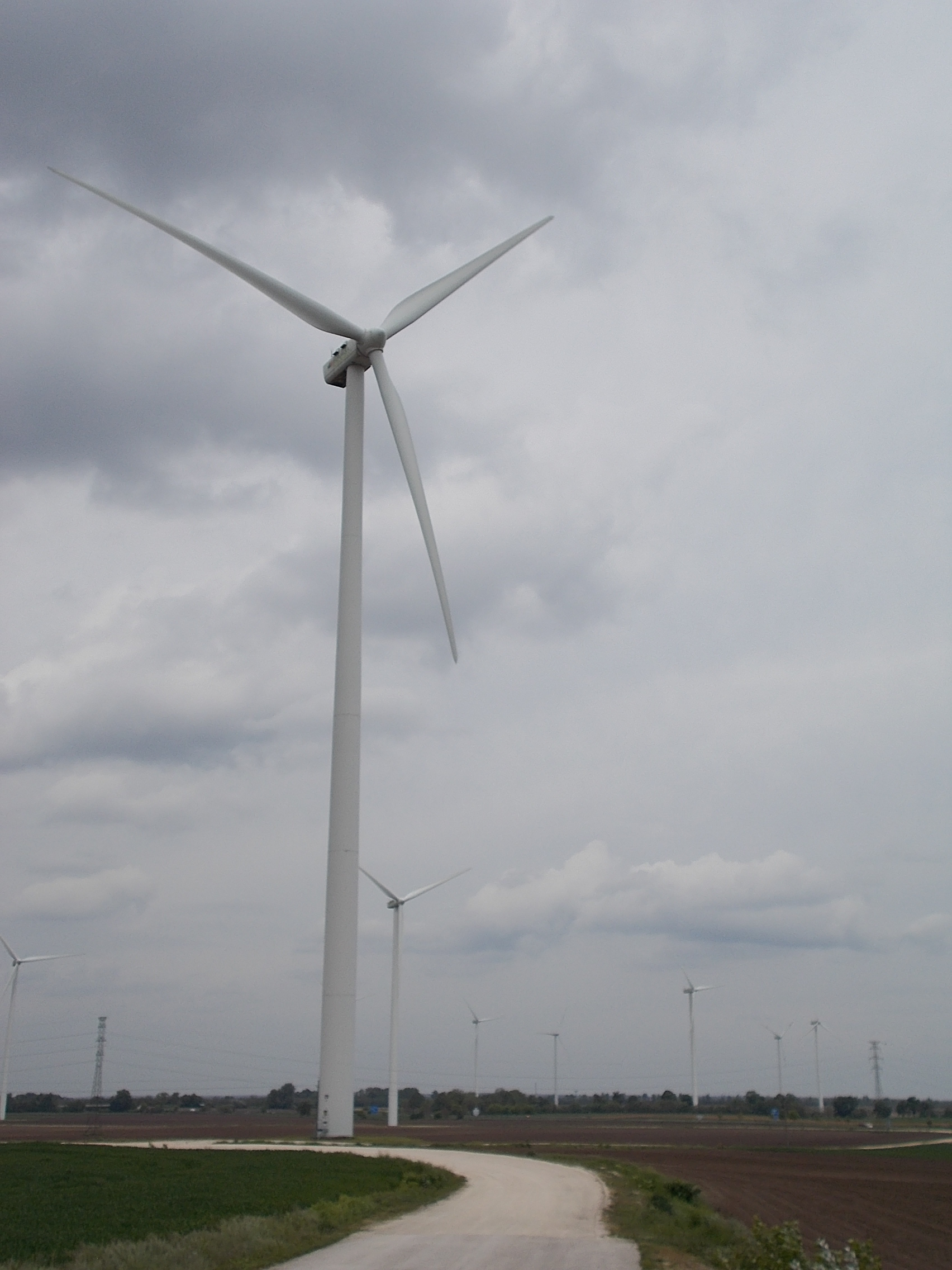
A kisigmándi szélerőművek

A kisigmándi szélerőmű-park egy 2009-ben, Kisigmánd-Ács-Csém-Nagyigmánd települések határában épült, 2000 kW teljesítményű szélerőmű-park, mely környezetbarát módon termel elektromos áramot. Üzemeltetése 68 000 tonnával csökkenti az ország széndioxid-kibocsátását. A területen 1,4 m/s a szél átlagsebessége. Magyarország legnagyobb egység-teljesítményű (2000 kW) és összteljesítményű (38 000 kW) szélerőmű-parkja. A spanyol Iberdrola Renovables SA. kezdeményezésére és finanszírozásával épült meg. A szélerőművek Kisigmánd energiaellátásában nem játszanak szerepet.
A GAMESA G90 típusú szélturbinák 100 méter magasak, a lapátok hossza 44 méter, egy-egy torony súlya 5,8 tonna. Egy ilyen típusú turbina hozzávetőlegesen 1500-1800 lakás éves energiaigényét biztosítja.